# Csóványos
Le Csóványos, culminant à 938 m d'altitude, est le sommet le plus élevé du massif du Börzsöny dans les Carpates occidentales de Hongrie. Il est situé à la limite des comitats de Pest et Nógrád.